# 油脂 (電影)
《油脂》（英語：Grease）是一部由兰德尔·克莱泽於1978年執導，由派拉蒙電影公司出品的美國歌舞片，改編自吉姆·雅各布斯和沃倫·凱西編寫的同名音樂劇，講述1950年代一對情侶的故事。本片由尊·特拉華達、奧莉花·紐頓-莊、斯托克德·钱宁和杰夫·科纳韦主演。本片在評論上和票房上均取得成功。其原聲大碟是當年美國第二最暢銷的唱片，僅次於同由特拉華達主演的《週末狂熱》的原聲大碟。
其續集《油脂2》在1982年上映，由麦克斯韦·考尔菲尔德和蜜雪兒·菲佛主演。只有少數《油脂》演員參演續集。

## 劇情
1959年的夏天，去美國旅遊的澳洲女孩桑迪·奧爾森（奧莉花·紐頓-莊飾）在海灘結識了本地男孩丹尼·佐科（尊·特拉華達飾），並墮入愛河。在暑假結束時，桑迪擔心回家後再也見不到丹尼，丹尼則安慰她說這只是開始，他們之後接吻。
在韋迪爾高中第四年的開學日，作為「雷鳥」首領的丹尼，在他朋友肯力基、桑尼、杜迪和博特西的陪同之下到校。與此同時，肯力基的女朋友里索帶同「粉紅女士」法蘭奇、馬蒂和珍到校。桑迪的父母決定留在美國，把桑迪送進韋迪爾高中。桑迪和法蘭奇成為朋友，法蘭奇嘗試讓桑迪成為粉紅女士的一員。桑迪向法蘭奇訴說在暑假遇見丹尼並墮入愛河的經過。里索知道後，她在賽前熱身會安排驚喜會面，以逼丹尼露出他作為壞男孩的真面目和摒棄對桑迪的感情，或假扮不同以獲得她的認可。丹尼僅僅維持硬漢的態度，桑迪厭惡地逃跑了。法蘭奇邀請女孩到她家參加睡衣派對，並嘗試為桑迪刺耳洞。當桑迪討論更強硬的里索時，她便感到噁心。在此時，粉紅女士開始聯合取笑桑迪。之後，桑迪決定下樓，孤獨地為想念丹尼而嘆息。與此同時，男孩來到，把派對搞垮。里索和肯力基將其他人趕走，以便做愛。他們被敵對幫派蝎子幫攔截，而其首領利奧更將肯力基的車砸毀。
肯力基的車修理好之後，雷鳥協助肯力基將車子恢復原貌。當丹尼知道自己仍然關心開始看上足球運動員湯姆·賜森的桑迪時，丹尼求助他的教練去幫他找一種運動。他發現自己在賽跑的技能，並與桑迪復合，但他們的約會卻被他們的朋友搞垮。肯力基和里索因爭執而分手，留下在美容學校因一場過失而令頭髮變成糖果粉色的法蘭奇反思從高中輟學入讀美容學校是否明智。此時，她的守護天使弗兰基·阿瓦隆央求她返回高中就讀。由唱片騎師、與馬蒂交往的文斯·方丹主持，全國電視直播的學校舞蹈比賽開始，里索和肯力基企圖對彼此不瞅不睬，並各自帶同利奧和查查為他們的舞伴，而丹尼和桑迪亦到臨現場。在舞蹈中，曾經是男女朋友關係的丹尼和查查共同表演，並贏得舞蹈比賽。之後，在汽車戲院，為了補償，丹尼把他的畢業戒指送給桑迪，並打算作進一步發展，但桑迪覺得這是在冒犯她，並避開丹尼。里索自信地告訴馬蒂說她懷疑自己已經懷孕，胎兒的潛在父親肯力基偷聽而得悉這消息。但是，里索摒棄他，並說她可能與其他人有外遇。
在一次肯力基和利奧的賽車比賽中，肯力基因博特西不小心打開車門而無意中被自己的車門砸暈。丹尼決定頂替，桑迪遠看丹尼超越利奧，之後發生交通意外。她知道自己喜歡丹尼，於是她決定改變形象以迎合丹尼。學年完結時，學生在學校操場舉行嘉年華會，丹尼收到賽跑隊的錄取信。而里索則發現自己沒有懷孕，並與肯力基復合。他們在這時遇到改變成壞女孩形象、身穿黑色緊身皮革衣的桑迪在吸煙。桑迪和丹尼跳挑逗的舞蹈和宣佈他們在一起。在嘉年華會結束時，他們攀上「油脂閃電」的車頂，之後在大家的歌聲之中爭吵。桑迪和丹尼回頭向他們的朋友揮手，然後騰飛上天空之中。

## 演員

### 主要角色
- 尊·特拉華達飾演丹尼·佐科
- 奧莉花·紐頓-莊飾演桑迪·奧爾森
- 斯托克德·钱宁飾演貝蒂·里索
- 杰夫·科纳韦（英语：Jeff Conaway）飾演肯力基
- 巴里·皮爾（英语：Barry Pearl）飾演杜迪
- 迈克尔·图斯（英语：Michael Tucci）飾演桑尼·拉迪亞利
- 凯利·沃德（英语：Kelly Ward）飾演博特西
- 迪迪·康恩（英语：Didi Conn）飾演法蘭奇
- 杰米·唐纳利（英语：Jamie Donnelly）飾演珍
- 黛娜·曼洛芙（英语：Dinah Manoff）飾演馬蒂·馬拉希諾

### 教職員及其他角色
- 伊芙·阿登飾演麥基校長
- 杜迪·古德曼（英语：Dody Goodman）飾演布兰奇·霍德尔
- 希德·凯撒飾演卡尔霍恩教練
- 埃迪·迪森（英语：Eddie Deezen）飾演尤金·霍茲克
- 蘇珊·巴克納（英语：Susan Buckner）飾演帕蒂·森各斯
- 洛伦佐·拉马斯飾演湯姆·賜森
- 丹尼斯·克利夫兰·斯图尔特（英语：Dennis Cleveland Stewart）飾演利奧·鮑穆杜
- 安妮特·查爾斯（英语：Annette Charles）飾演查查·迪格爾戈里奧
- 瓊·布朗迪爾（英语：Joan Blondell）飾演維亞
- 艾倫·特拉華達（英语：Ellen Travolta）飾演女侍應
- 弗蘭基·阿瓦隆（英语：Frankie Avalon）飾演青年天使
- 艾德·伯恩斯（英语：Edd Byrnes）飾演文斯·方丹
- 沙娜娜（英语：Sha Na Na）飾演莊尼·加西諾和賭客
- 爱麗絲·古斯利（英语：Alice Ghostley）飾演默多克夫人
- 達雷爾·斯威林（英语：Darrell Zwerling）飾演林奇先生
- 迪克·帕特森飾演魯迪先生
- 芬尼·弗拉格（英语：Fannie Flagg）飾演威尔金斯護士

## 製作

### 選角
歌手奧莉花·紐頓-莊是被尊·特拉華達遊說而參演的。在此之前，紐頓-莊曾經參演過1970年英國電影《明天》，一部在她仍未憑翌年的《如果不适合你》一曲獲得排行榜成功之前所拍攝的科幻歌舞片。唐·基什内尔打算利用該片將紐頓-莊和三名男主角打造成新的顽童合唱团，但該片從未正式上映。這讓紐頓-莊要求在《油脂》進行一次試鏡以避免另一次事業打擊。試鏡在汽車戲院一幕上進行。
在美國廣播公司處境喜劇《開心日子》中飾演方西的亨利·溫克勒曾被考慮是飾演男主角丹尼的人選，但因他已在1974年電影《弗拉特布什的君主》和《開心日子》飾演類似角色，使他懼怕遭定型而推掉《油脂》。色情電影明星哈里·里姆斯曾是飾演卡尔霍恩教練的人選，但被派拉蒙的高層因里姆斯以前曾從事色情電影工作而否決，卡尔霍恩教練最後改由希德·凯撒飾演。
尊·特拉華達是向兰德尔·克莱泽自薦參演《油脂》的。在此之前，克莱泽與特拉華達和凯利·沃德曾在1976年電視電影《在塑料泡沫的男孩》中合作過。

### 拍攝地點

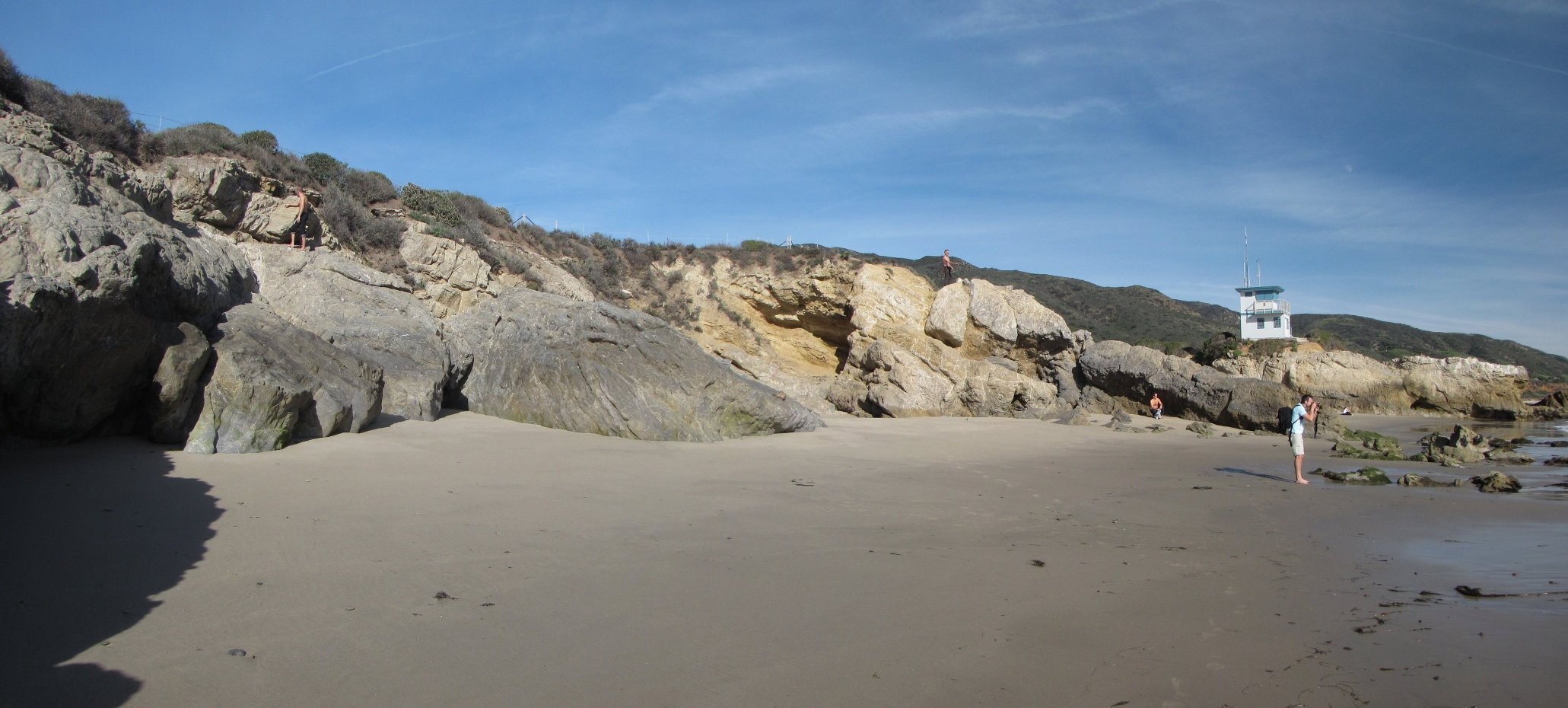
利奥·卡里略州立公园是《油脂》的拍攝地點之一

片中開頭的海灘片段於利奥·卡里略州立公园拍攝，明確提及《紅粉忠魂未了情》。韋迪爾高中外部，包括篮球、棒球和賽跑場景於加利福尼亞州威尼斯的威尼斯高中拍攝。而韋迪爾高中內部則在亨廷顿公园高中拍攝。而宿舍場景則在東荷里活的一間私人住宅內拍攝。派拉蒙片廠則是雾宫和兩首歌曲《油脂閃電》和《美容學校輟學》的拍攝場地。汽車影院情節在於1989年拆卸並改建的商場的伯班克·匹克威克汽車戲院拍攝。位處1街和7街天橋之間的洛杉磯河，亦是其他電影的常用拍攝場地，則用作賽車比賽的拍攝場地。而片末的嘉年華情節在約翰·馬歇爾高中拍攝。

### 後期製作
在雾宫的情節裡曾出現明顯模糊的可口可樂廣告，在電影上映之前，監製艾伦·卡尔與可口可樂的競爭對手百事可樂達成置入式行銷的交易（如百事可樂的標誌在電影開頭的動畫出現）。故此，當卡爾看見可口可樂的產品和廣告在鏡頭出現，他下令導演蘭德爾·克萊澤去除可口可樂的標誌，或者使用百事可樂的產品重拍有關鏡頭。由於重拍過於昂貴亦費時，故決定將可口可樂的相關鏡頭以光遮罩覆蓋和模糊，但未能充分改變標誌後的紅色背景。據克萊澤所述，「我們只希望百事可樂不會投訴我們，最後他們也是沒做到。」

## 上映及反響
《油脂》在1978年6月16日在美國上映。其後在1981年在美國廣播公司播出，該次為《油脂》首次在美國電視播放。在1980年代在美國曾發行《油脂》的VHS。因應1998年3月《油脂》上映20周年，20周年版本VHS於1998年6月23日發行，這亦是《油脂》最後一次以VHS的形式發行。2002年9月24日，《油脂》首次以DVD的方式發行。2006年9月19日，以「在韋迪爾搖滾版」的形式重新發行DVD，該版DVD有韋迪爾高中雷鳥T恤、韋迪爾高中傑出運動員毛衣和只於目標百貨出售的粉紅女士三款封面。2009年5月5日，藍光光碟版本《油脂》發行。

### 票房
《油脂》在上映時即取得票房成功。它在美加862間戲院上映后，上映周票房為8,941,717美元，排名第二（第一為《大白鯊2》），《油脂》在美國国内的票房为188,755,690美元，海外票房為206,200,000美元，合共394,955,690美元。截至2015年7月，它仍為美國最高票房的歌舞片。

### 評論界反應
《油脂》在評論界贏得大部份正面評價，並被譽為1978年最佳電影之一。在爛番茄中，它獲得百分之七十九「確認新鮮」的評價，並達成「《油脂》是一部賞心悅目、充滿活力的歌舞片，擁有具感染力、琅琅上口的歌曲，亦有年輕的愛不會變老的頌歌。」的共識。在Metacritic中，它亦在100分中取得70分。
電影評論員文森特·坎比曾形容《油脂》「过瘾」，並形容它為一部「講述1950年代青少年当代奇幻歌舞片—比荷里活更大、更有趣，更幽默和更具想像力的、生命由自己所有的電影。」坎比亦指出《油脂》是「稍微類似《第三類接觸》的電影，即以比前作更优雅、更良性的方式復興1950年代的科幻電影。《油脂》是花費數百萬美元的，如萨姆·卡茨曼在1950年代呈現的和美國國際電影帶到海上的B級影片快速回應的喚醒。」英國《鏡報》在當時的評論就曾這樣評價《油脂》：「注入一劑天然能量，快速、強烈、興奮......樂趣無窮！」
《油脂》是英國第四頻道100大歌舞片中的最佳歌舞片。2008年，《油脂》被《帝國雜誌》選為歷史上500大電影之一。
《油脂》於1998年上映20周年時重新上映，在母帶之前和之後增加派拉蒙被維亞康姆收購之後於《黑雨》、《韋恩的世界》、《被告》、《寵物墳場》和《致命誘惑》中所使用的1986年版片頭，這與原有使用1975年片頭的母帶相似。這版本曾在電視播放，但是一部份維亞康姆網絡播放母帶。《油脂》在《娛樂周刊》五十大高中電影中排名第21位。

### 獎項及提名
| 年份   | 獲提名             | 獎項                             | 結果 |
| ------ | ------------------ | -------------------------------- | ---- |
| 1978年 | 《油脂》           | 金球獎最佳音樂及喜劇電影         | 提名 |
| 1978年 | 尊·特拉華達        | 金球獎最佳音樂及喜劇類電影男主角 | 提名 |
| 1978年 | 奧莉花·紐頓-莊     | 金球獎最佳音樂及喜劇類電影女主角 | 提名 |
| 1978年 | 《油脂》           | 金球獎最佳原創歌曲               | 提名 |
| 1978年 | 《你是我想要的》   | 金球獎最佳原創歌曲               | 提名 |
| 1978年 | 《絕望地貢獻給你》 | 奧斯卡最佳原創歌曲               | 提名 |
| 1979年 | CIC                | 金銀幕獎                         | 獲獎 |
| 1979年 | 斯托克德·錢寧      | 人民選擇獎最受歡迎電影女配角     | 獲獎 |
| 1979年 | 奧莉花·紐頓-莊     | 人民選擇獎最受歡迎電影女主角     | 獲獎 |
| 1979年 | 《油脂》           | 人民選擇獎最受歡迎歌舞片         | 獲獎 |
| 1979年 | 《油脂》           | 人民選擇獎最受歡迎電影           | 獲獎 |
| 2006年 | 《油脂》           | 衛星獎最佳經典DVD                | 提名 |
| 2008年 | 《你是我想要的》   | 電視土地獎你在客廳重現的舞蹈情節 | 提名 |

### 美国电影学会名單
- AFI百年百大愛情電影—第97位
- AFI百年百大電影歌曲—第70位（《夏之夜（英语：Summer Nights (Grease song)）》）
- AFI百年百大歌舞電影—第20位

### 續集和外傳
《油脂》於1982年拍攝續集，由麥克斯韋·考爾菲爾德和蜜雪兒·菲佛主演。只有少數《油脂》角色參演續集，如杜迪·古德曼、希德·凱撒、埃迪·迪森、迪迪·康恩、丹尼斯·克利夫蘭·斯圖爾特、伊芙·阿登等。迪克·帕特森則飾演一個全新角色。它票房成績不甚理想，該片預算1300萬美元拍攝，但只有1500萬美元票房收入。《油脂》的編舞帕特里夏·伯奇是續集的導演，亦是她唯一一次任導演。在《油脂》取得成功之後，派拉蒙打算為《油脂》設立一線專利權，並打算拍攝一部電視劇，但因《油脂2》票房欠佳而作罷。
2010年7月8日，《油脂》的伴唱版本在指定美國戲院上映。將煙頭情節以數碼方式除去的預告片在2010年5月推出，並大幅剪輯。但是，派拉蒙確認這些變更只為廣告需要，電影的評級亦會從原有PG級升至可容納性內容、青少年吸煙情節和喝酒情節的PG-13級。電影只上映兩周。因影迷的遊說，更多城市在一星期後上映《油脂》，並上映一周。
2013年3月12日，《油脂》和《油脂2》的雙DVD版本由華納家庭娛樂發行。

### 國際上的影響
《油脂》在1978年8月24日在香港上映。自此令香港掀起一股跳舞熱潮，香港已故歌手張國榮首張專輯《情人箭》便收錄《油脂熱潮》一曲，而香港歌手彭羚的歌曲《一世愛著你》亦改編自《油脂》插曲《絕望地貢獻給你》。
韓劇《星夢高飛2》和美劇《吉列合唱團》亦有引用《油脂》的部份情節及歌曲。

## 原聲帶
《油脂》的原聲帶在1978年成為美國第二暢銷的唱片，僅次於同由特拉華達主演的《週末狂熱》的原聲唱片。歌曲《絕望地貢獻給你》獲提名奧斯卡最佳原創歌曲。歌曲《你是我想要的》在電影上映之前已經以單曲發行，雖然當時電影仍未上映，音樂劇版亦未有該曲，但仍即時成為排行榜首位。此外，《你是我想要的》的舞步亦獲提名電視土地獎「你在客廳重演的舞蹈情節」。在英國，兩首由特拉華達和紐頓-莊合唱的作品《你是我想要的》和《夏之夜》，均曾是排行榜首位，和直至2011年仍是二十大暢銷單曲（分別排名第六及第十九）。電影主題曲《油脂》亦曾是弗兰基·瓦利的排行榜首位單曲。
歌曲《看著我，我是桑迪拉·迪伊》在音樂劇版本來提及薩爾·米尼奧，但因米尼奧在電影上映前一年逝世，至電影版時有關歌詞便改為提及埃爾維斯·皮禮士利。對特洛伊·多纳休的提及則來自音樂劇版。巧合地，該情景和其前後的情景於1977年8月16日拍攝，即皮禮士利逝世當天。
有些音樂劇的歌曲並沒有出現在電影中。而部份在電影中出現的歌曲亦沒有收錄在原聲帶唱片上，如《拉班巴》、《整項振動發生》、《校歌》、《校歌（戲仿）》和《韋迪爾戰鬥歌》。《孤身在汽車戲院（演奏版）》、《露股》和《弗雷迪，我的愛》並沒有出現在電影中，但在謝幕中和在原聲帶唱片中均有出現。
出現在電影的歌曲依先後次序如下：
1. 《生死戀（英语：Love is a Many-Splendored Thing (song)）》
2. 《油脂（英语：Grease (song)）》— 弗兰基·瓦利
3. 《校歌》
4. 《夏之夜（英语：Summer Nights (Grease song)）》— 丹尼、桑迪、粉紅女士和雷鳥
5. 《韋迪爾戰鬥歌》—韋迪爾步操樂隊
6. 《看著我，我是桑迪拉·迪伊》—里索和粉紅女士
7. 《校歌（戲仿）》—雷鳥
8. 《絕望地貢獻給你（英语：Hopelessly Devoted to You）》—桑迪
9. 《閃電》—丹尼和雷鳥
10. 《拉班巴（英语：La Bamba (song)）》—里奇·瓦倫斯
11. 《下雨的舞会之夜》—雪梨·布倫斯（英语：Cidny Bullens）
12. 《整項振動發生（英语：Whole Lotta Shakin' Goin' On）》—傑瑞·李·劉易斯
13. 《美容學校輟學（英语：Beauty School Dropout）》—青年天使和女天使
14. 《搖滾派對女王》—路易·圣路易斯（英语：Louis St. Louis）
15. 《搖滾在這裡》—莊尼·加西諾和賭客
16. 《那些魔法改變了》 —莊尼·加西諾和賭客，丹尼在幕前演唱
17. 《淚在我的枕頭》—莊尼·加西諾和賭客
18. 《獵犬（英语：Hound Dog (song)）》—莊尼·加西諾和賭客
19. 《天生手捷舞》—莊尼·加西諾和賭客
20. 《藍月亮》—莊尼·加西諾和賭客
21. 《桑迪》—丹尼
22. 《還有更糟糕的事情我可以做（英语：There Are Worse Things I Could Do）》—里索
23. 《看著我，我是桑迪拉·迪伊（重奏）》—桑迪
24. 《你是我想要的（英语：You're the One That I Want）》—丹尼、桑迪、粉紅女士和雷鳥
25. 《我們一起去吧》—全體演員
26. 《油脂（英语：Grease (song)）》— 弗兰基·瓦利

## 外部連結
- 官方伴唱版網站 （页面存档备份，存于）
- 互联网电影数据库（IMDb）上《油脂》的资料（英文）
- TCM电影资料库上《油脂》的资料（英文）
- AllMovie上《油脂》的资料（英文）
- Box Office Mojo上《油脂》的資料（英文）
- 爛番茄上《油脂》的資料（英文）
- Metacritic上《油脂》的資料（英文）
- YouTube上的1978年上映時的預告片
- 油脂的Instagram帳戶